# Giuseppe Merisi

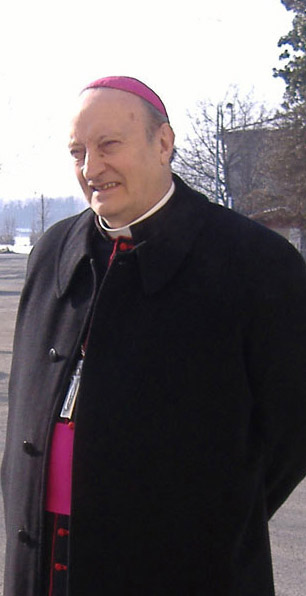
Bischof Giuseppe Merisi (2006)

Giuseppe Merisi (* 25. September 1938 in Treviglio) ist ein italienischer Geistlicher und emeritierter Bischof von Lodi.

## Leben
Giuseppe Merisi empfing am 27. Februar 1971 die Priesterweihe für das Erzbistum Mailand.

Bischofswappen

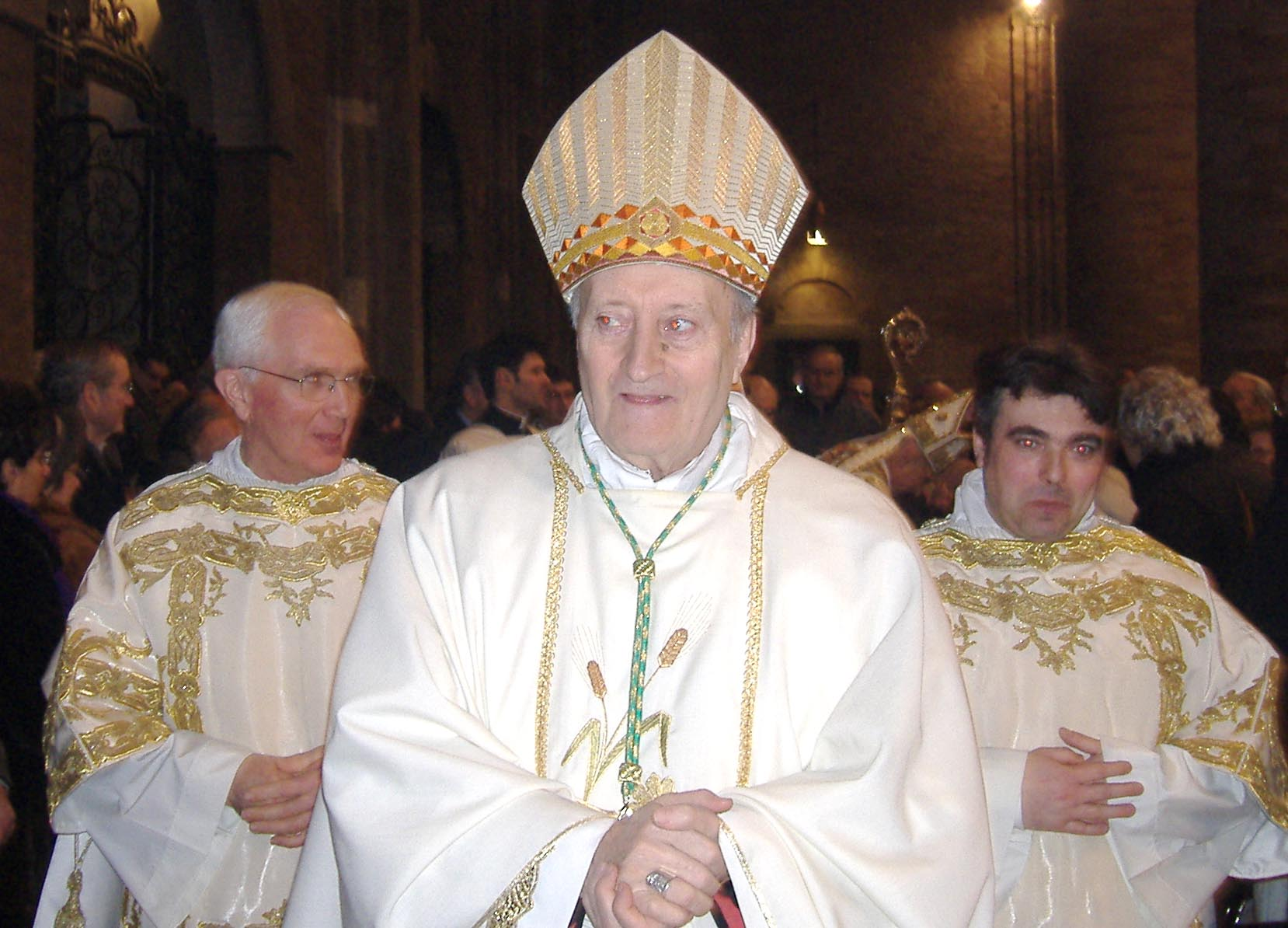
Giuseppe Merisi in der Kathedrale von Lodi während der Feiern zum 1600. Todestag des heiligen Bassianus von Lodi am 18. Januar 2009

Papst Johannes Paul II. ernannte ihn am 8. September 1995 zum Weihbischof in Mailand und Titularbischof von Drusiliana. Der Erzbischof von Mailand, Carlo Maria Kardinal Martini SJ, spendete ihm am 4. November desselben Jahres die Bischofsweihe; Mitkonsekratoren waren Renato Corti, Bischof von Novara, und Attilio Nicora, Altbischof von Verona. Als Wahlspruch wählte er Vos autem amicos dixi.
Papst Benedikt XVI. ernannte ihn am 14. November 2005 zum Bischof von Lodi und er wurde am 17. Dezember desselben Jahres in das Amt eingeführt.
Am 6. September 2006 feierte Giuseppe Merisi in der Mailänder Basilika Sant’Ambrogio das Requiem für den verstorbenen Fußballnationalspieler und Inter-Präsidenten Giacinto Facchetti, der wie er aus Treviglio stammte.
Am 26. August 2014 nahm Papst Franziskus seinen altersbedingten Rücktritt an.